# Charles Jennens

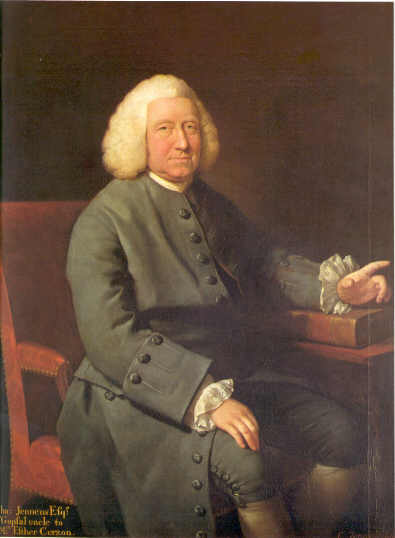
Charles Jennens; schilderij van Mason Chamberlin the elder

Charles Jennens (Leicestershire, 1700 of 1701 – ?, 20 november 1773) was een Engels landeigenaar en mecenas, die bekend is geworden als tekstdichter van vier of vijf van Georg Friedrich Händels oratoria: Saul (1738), waarschijnlijk ook Israel in Egypt (1738), l'Allegro, il Penseroso ed il Moderato (1740), Belshazzar (1744) en (ongetwijfeld de bekendste) Messiah (1741). 
- Bibsys: 90413105
- Biblioteca Nacional de España: XX980405
- Bibliothèque nationale de France: cb148054592 (data)
- CiNii: DA04952109
- Gemeinsame Normdatei: 108556662
- International Standard Name Identifier: 0000 0001 2282 1027
- Library of Congress Control Number: n82040709
- Nationale Bibliotheek van Letland: 000297923
- MusicBrainz: 20dbb57e-560f-4099-8a5c-b5f732c82170
- Bibliotheek van het Japanse parlement: 01015991
- Nationale Bibliotheek van Tsjechië: xx0042366
- Nationale bibliotheek van Australië: 36200116
- Nationale Bibliotheek van Israël: 987007283672905171
- Nationale Bibliotheek van Polen: a0000002342806
- Nederlandse Thesaurus van Auteursnamen: 072036001
- SNAC: w68s51qz
- Système universitaire de documentation: 123945534
- Trove: 1228041
- Union List of Artist Names: 500320143
- Virtual International Authority File: 76580683
- WorldCat: E39PBJcrfX7dJgMXbTvJxfgVG3